# Wonderwall (chanson)
Pour les articles homonymes, voir Wonderwall.
Singles de Oasis
Morning Glory
(1995) Don't Look Back in Anger
(1995)
Wonderwall est une chanson du groupe Oasis sortie en 1995 sur l'album (What's the Story) Morning Glory?. C'est incontestablement la chanson la plus célèbre du groupe. Véritable phénomène musical, ce titre a contribué en grande partie au succès de l'album, et ce dès sa sortie. En 2010, la radio XFM a réalisé un gigantesque sondage pour déterminer les 1000 meilleures chansons anglaises de rock (tous genres confondus) de tous les temps. Wonderwall arrivait en septième position.
La chanson a été classée 3e meilleure chanson britannique de tous les temps par XFM en 2010. Elle a été sélectionnée par le Rock and Roll Hall of Fame pour faire partie de la liste des 660 « chansons qui ont façonné le rock 'n' roll ».

## Genèse
L'album Wonderwall Music de George Harrison, sorti en 1968, a inspiré le nom de la chanson. Cet album était en fait la bande originale du film Wonderwall, mais ce film est resté peu connu du grand public.
Le titre original de la chanson était Wishing Stone.
Il a souvent été dit que Wonderwall avait été écrite pour Meg Mathews, la petite amie de Noel Gallagher à l'époque (qu'il a épousée en 1997 et dont il a divorcé 4 ans plus tard). Celui-ci déclare aujourd'hui que cette chanson ne parlait pas du tout de Meg, mais il s'était senti obligé de donner crédit à la rumeur à l'époque : « La signification de cette chanson m'a été volée par les médias. Comment expliquer à votre petite amie que la chanson ne parle pas d'elle, une fois qu'elle a lu partout que c'était le cas ? Cette chanson parle d'un ami imaginaire qui va arriver pour vous sauver de vous-même. »

## Reprises
Wonderwall a été l'une des chansons les plus reprises ces dernières années(en 2010). Une des versions les plus célèbres est un arrangement réalisé par les Mike Flowers Pops (en), dont le single a atteint la deuxième place dans les charts anglais, deux mois après la chanson originale d'Oasis. Noel Gallagher, qui était aux États-Unis à ce moment, fut surpris qu'un des directeurs de sa maison de disques lui demande si c'était réellement lui qui avait écrit la chanson.
La version de Ryan Adams, présentée en 2001, puis commercialisée en 2004, fut bien accueillie par Noel Gallagher. Cette version a été diffusée dans des épisodes des séries télévisées Smallville, Cold Case : Affaires classées, Lie to Me, 90210 et Newport Beach ; par ailleurs, elle apparaît sur la compilation que Ryan Adams a sortie en 2006, The Acoustic Album.
D'autres artistes ont repris cette chanson : Cat Power, Richard Cheese, Great Big Sea, Paul Anka (dans un style jazz, sur l'album Rock Swings), le Brad Mehldau Trio, les Beastie Boys (reprise punk-rock faite seulement lors de concerts mais jamais commercialisée), et le groupe punk-pop Cartel, sur la compilation Punk Goes 90's. La chanson a aussi été reprise par Metallica sur l'album Until the studioshit load, par le groupe The Nat Sanderson Sound pour le film The Acid House, mais aussi par le groupe de dance « Jackie "O" », et par le groupe de death-metal Ten Masked Men.
Le 27 février 2000, lors du Stef concert organisé par Indochine à La Maroquinerie en hommage à Stephane Sirkis décédé un an plus tôt, le groupe rock français reprend en acoustique Wonderwall. Cette chanson reste la seule chanson chantée par Boris Jardel et non par Nicola Sirkis le chanteur de toujours. Nicola lui avait donné cet honneur car il est connu que Boris est un grand fan d'Oasis. La chanson fut également chantée lors de la tournée "Nuits intimes".
Lors de l'épisode 9 de la saison 4 de Lucifer, le personnage Maze (Lesley-Ann Brandt) reprend la chanson et l'adresse au personnage Eve (Inbar Lavi) en guise de déclaration d'amour.
Des reprises en formes de moquerie ont également été faites. Le groupe Radiohead l'a fait à la fin des années 1990 ; dans cette version, Thom Yorke chante des paroles erronées et une voix de chœur dit : « N'est-ce pas catastrophique ? C'est toujours drôle de se moquer d'Oasis. » En 2008, lors du Festival de Glastonbury, Jay-Z a repris Wonderwall, probablement de façon ironique (Noel Gallagher avait critiqué la venue de Jay-Z dans ce festival).

### Chansons inspirées deWonderwall
Les couplets de Wonderwall sont construits sur une progression d'accords utilisée dans de nombreuses autres chansons, comme D'You Know What I Mean? (premier single tiré de l'album Be Here Now d'Oasis), What Goes Around... Comes Around de Justin Timberlake ou encore Boulevard of Broken Dreams de Green Day. Un mash up appelé Wonderwall of Broken Songs a d'ailleurs été réalisé avec Wonderwall, Boulevard of Broken Dreams de Green Day et la chanson de Travis Writing to Reach You. Fin 2006, Gallagher a accusé Green Day d'avoir copié Wonderwall : « Si vous écoutez, vous trouverez que c'est exactement le même arrangement que Wonderwall. Ils pourraient avoir la décence d'attendre que je sois mort [avant de voler mes chansons]". Moi, au moins, je paie les gens dont je vole les compositions. »
Cependant, on peut trouver la même progression d'accords dans de plus vieilles chansons telles que Alive du groupe Pearl Jam et Man in the Box du groupe Alice in Chains, étrange quand on considère que le groupe se sentait totalement en opposition avec la scène grunge florissante de l'époque. Par ailleurs, cette progression d'accords existe dans la Symphonie no 8 de Gustav Mahler[réf. nécessaire].
De nombreux critiques affirment que la chanson Life Got Cold du groupe Girls Aloud, sortie en 2003, emprunte largement son refrain à celui de Wonderwall. Le groupe a toujours nié s'en être inspiré.

## Classements hebdomadaires
| Classement (1995-1996)                  | Meilleure place |
| --------------------------------------- | --------------- |
| Allemagne (GfK Entertainment)           | 17              |
| Australie (ARIA)                        | 1               |
| Autriche (Ö3 Austria Top 40)            | 6               |
| Belgique (Flandre Ultratop 50 Singles)  | 7               |
| Belgique (Wallonie Ultratop 50 Singles) | 7               |
| Canada (RPM 100 Singles)                | 5               |
| Canada (RPM Alternative 30)             | 1               |
| Écosse (OCC)                            | 2               |
| États-Unis (Billboard 200)              | 8               |
| États-Unis (Modern Rock Tracks)         | 1               |
| Finlande (Suomen virallinen lista)      | 11              |
| France (SNEP)                           | 10              |
| Irlande (IRMA)                          | 2               |
| Norvège (VG-lista)                      | 5               |
| Nouvelle-Zélande (RMNZ)                 | 1               |
| Pays-Bas (Single Top 100)               | 8               |
| Royaume-Uni (UK Albums Chart)           | 2               |
| Suède (Sverigetopplistan)               | 12              |
| Suisse (Schweizer Hitparade)            | 17              |

## Certifications
| Pays                    | Certification | Unités certifiées |
| ----------------------- | ------------- | ----------------- |
| Allemagne (BVMI)        | 3 × Or        | 750 000           |
| Australie (ARIA)        | 11 × Platine  | 770 000           |
| États-Unis (RIAA)       | Or            | 500 000           |
| Italie (FIMI)           | 4 × Platine   | 280 000           |
| Mexique (Amprofon)      | Or            | 30 000            |
| Norvège (IFPI)          | Or            | ?                 |
| Nouvelle-Zélande (RMNZ) | Or            | 5 000             |
| Royaume-Uni (BPI)       | 7 × Platine   | 4 200 000         |

## Au cinéma
Sauf indication contraire, les informations mentionnées dans cette section peuvent être confirmées par la base de données cinématographiques IMDb,  présente dans la section « Liens externes ».
- 2014 : Mommy de Xavier Dolan - bande originale
- 2019 : Play d'Anthony Marciano - reprise par divers chanteurs amateurs dans la séquence à la fête de la musique